# شبه‌جزیره المپیک

تصویر ماهواره ای از شبه شبه‌جزیره المپیک

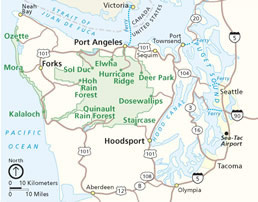
شبه‌جزیره و پارک ملی الکمپیک

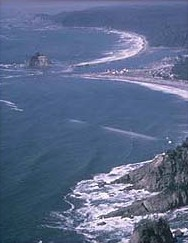
پناهگاه دریایی و ساحل ملی المپیک

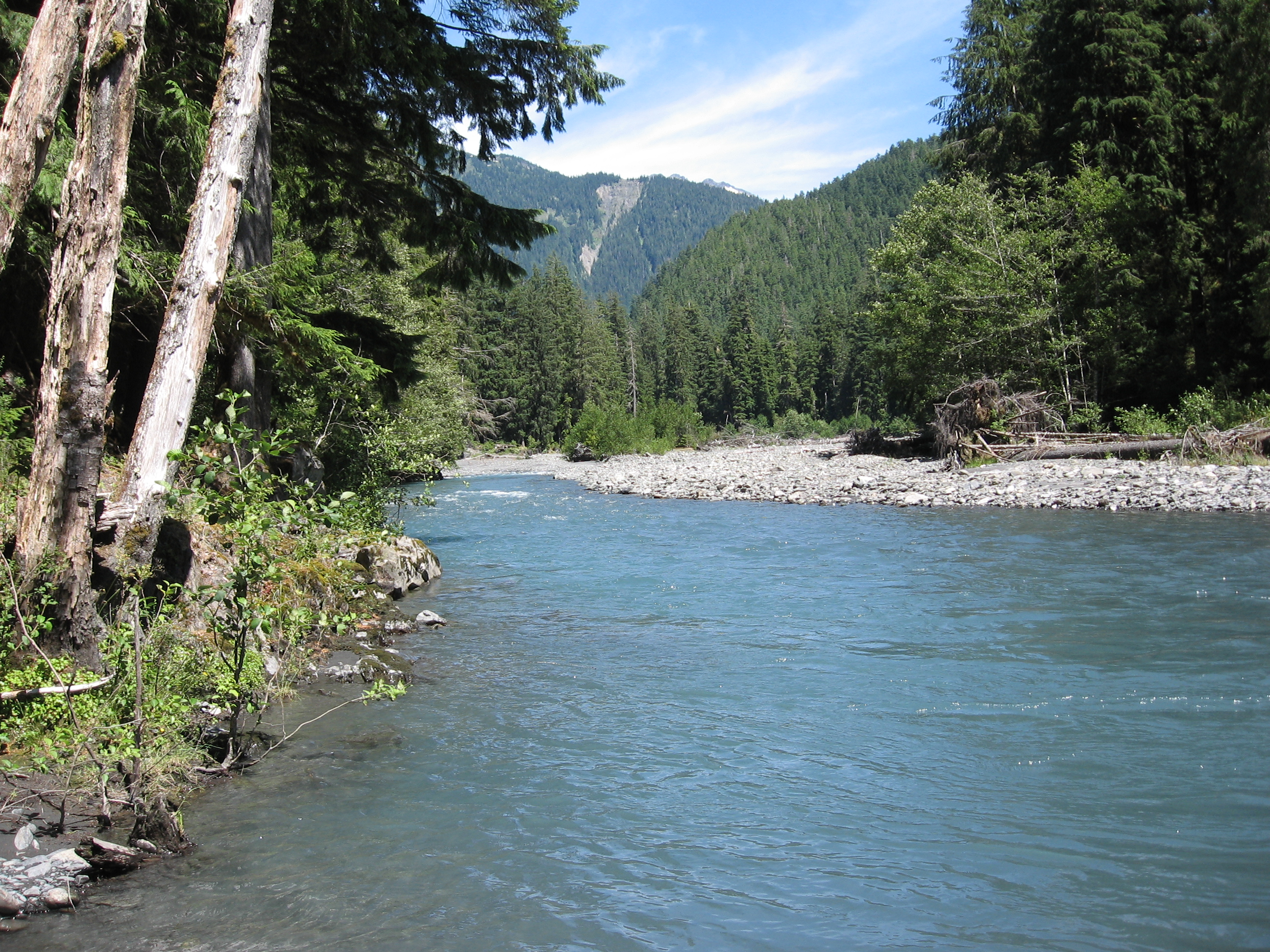
رودخانه کوئیتز

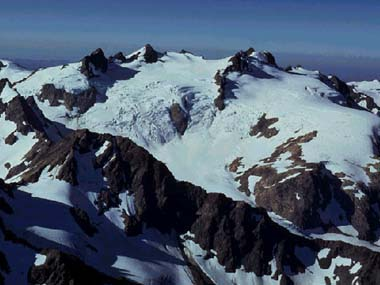
کوه المپاس

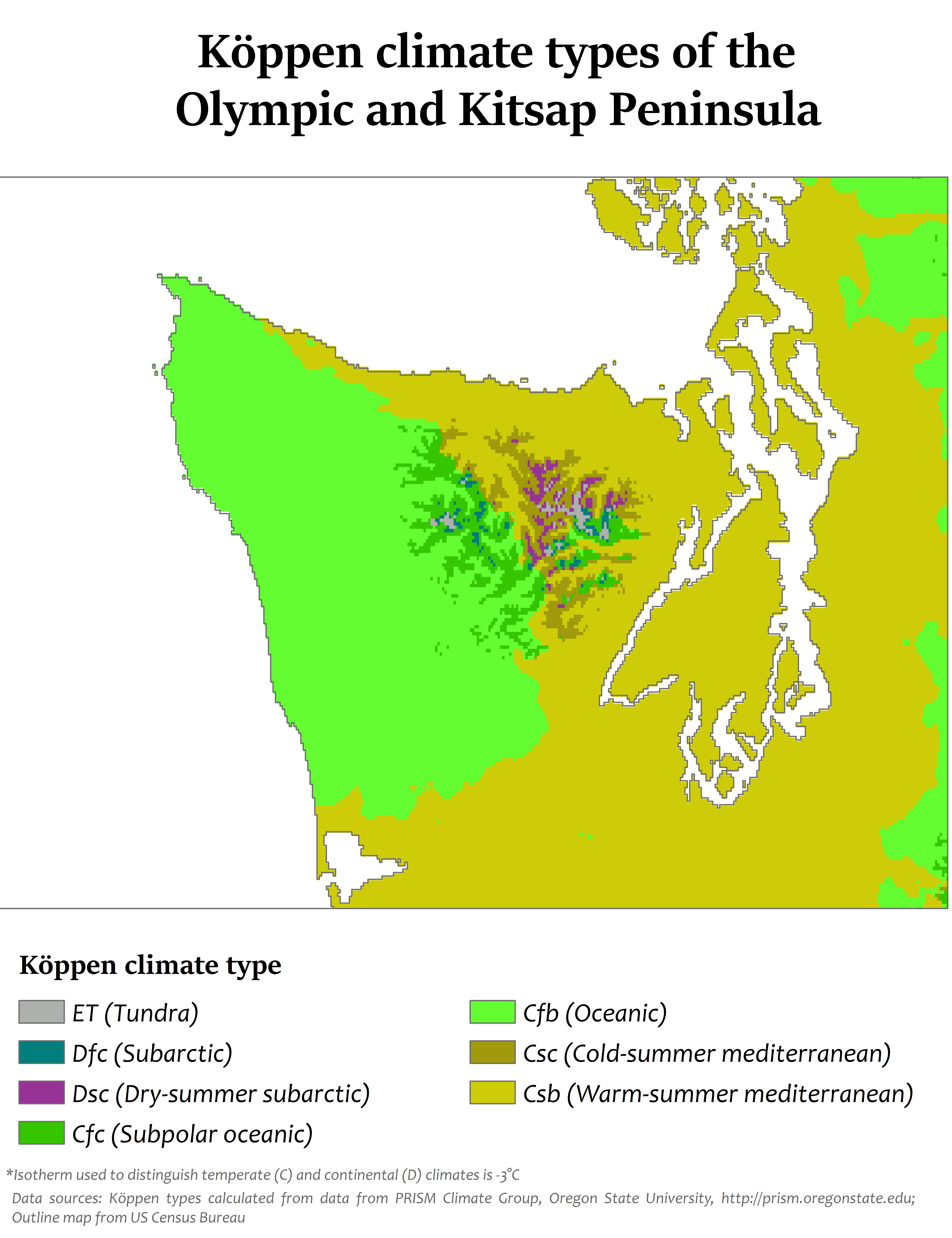
سامانه طبقه‌بندی اقلیمی کوپن شبه شبه‌جزیره المپیک

شبه جزیره المپیک (انگلیسی: Olympic Peninsula) شبه جزیره‌های در غرب ایالت واشینگتن می‌باشد؛ که در سرتاسر پیوجت ساوند می‌باشد.

## نگارخانه

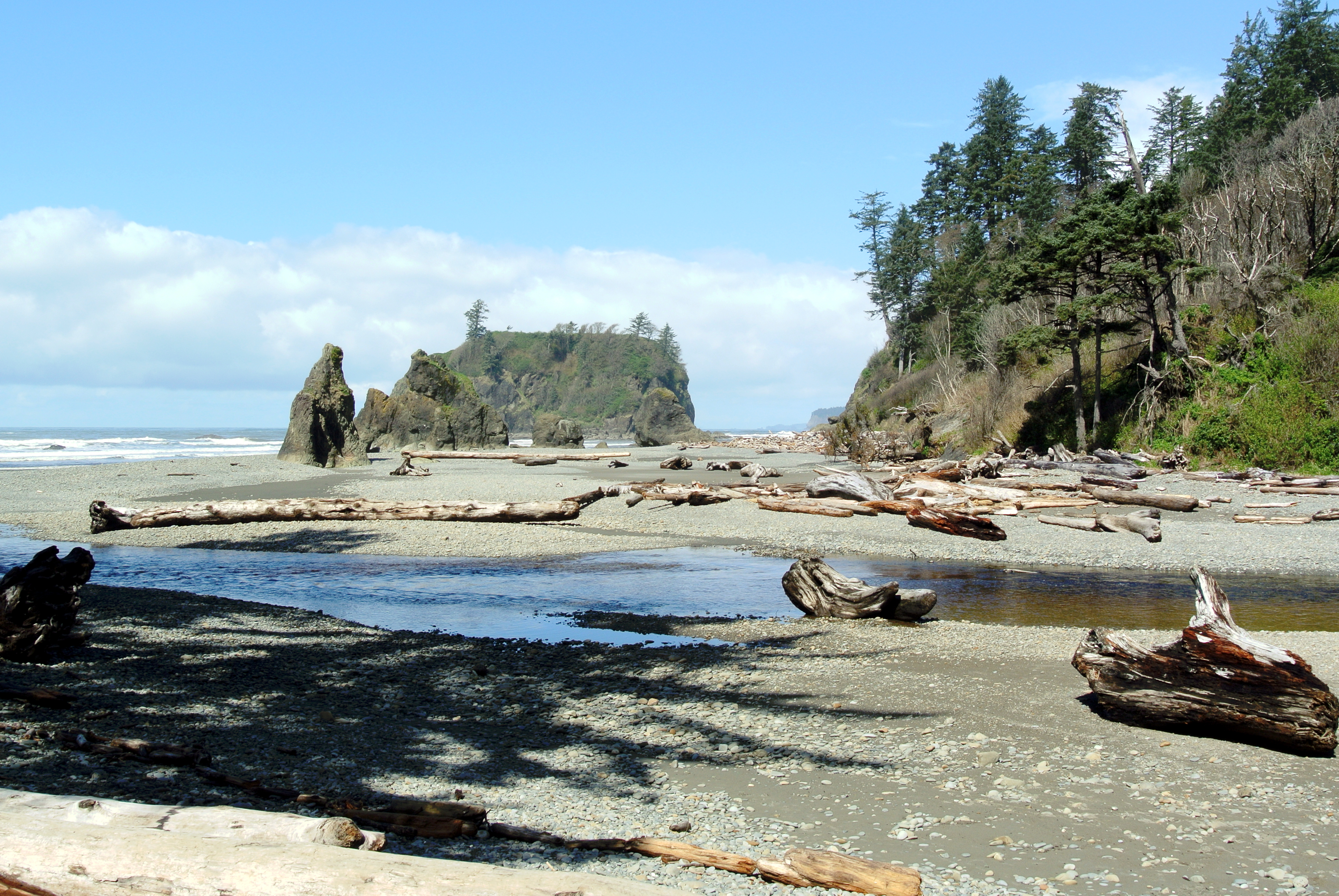
Cedar Creek and Abbey Island, Kalaloch Area
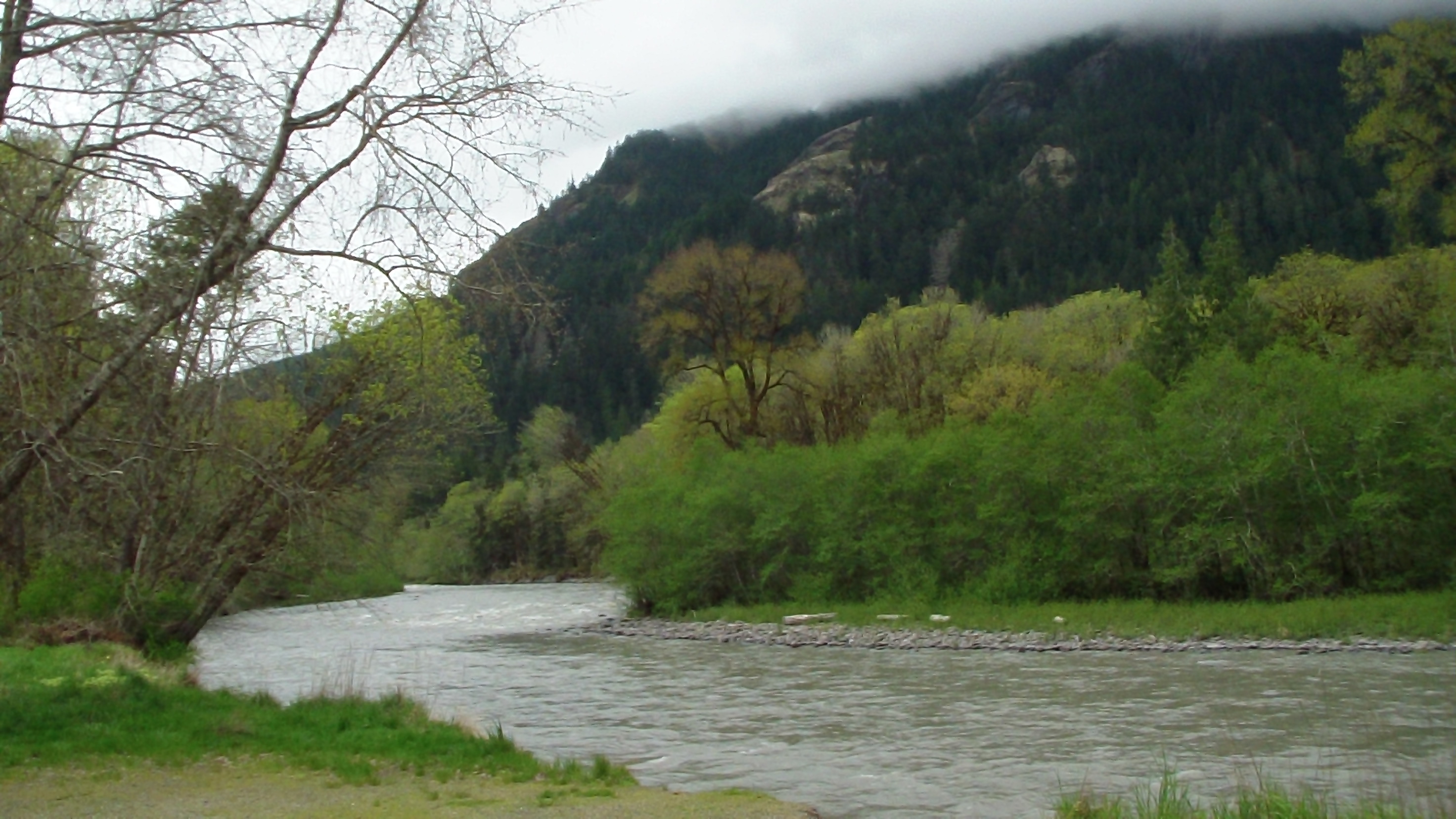
Hoh River
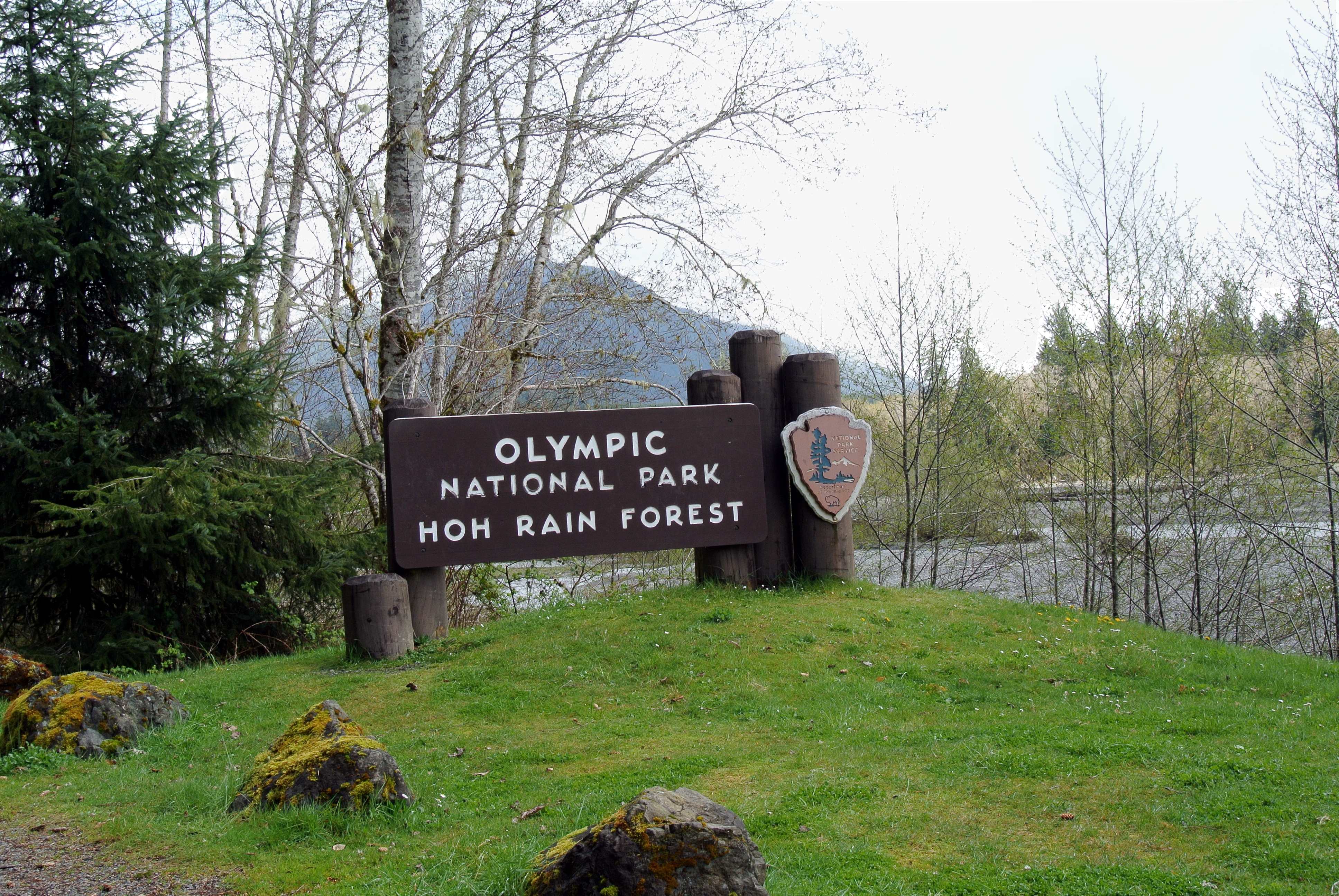
National Park Service Sign at the entrance of Hoh Rain Forest
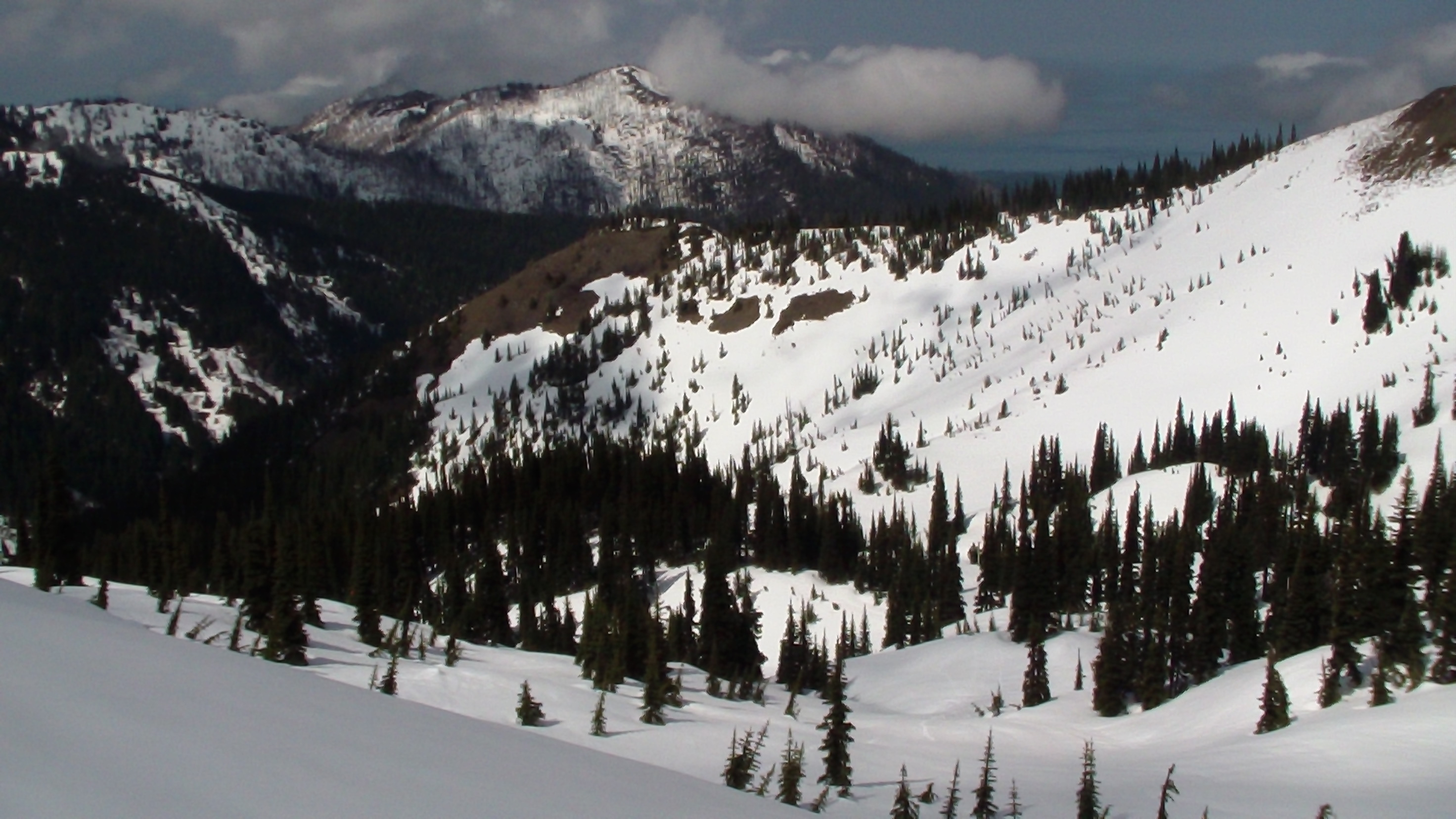
Hurricane Ridge
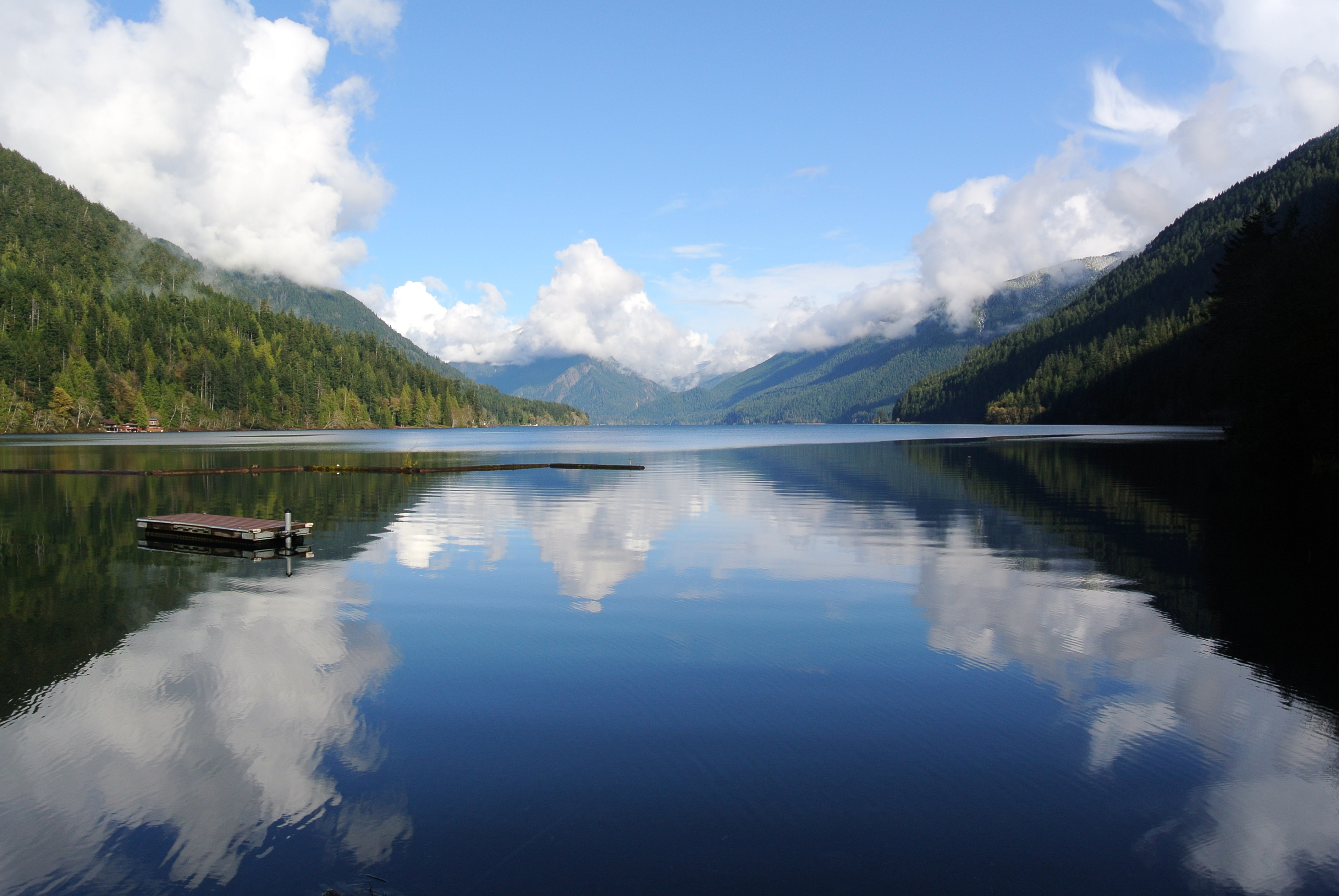
Lake Crescent
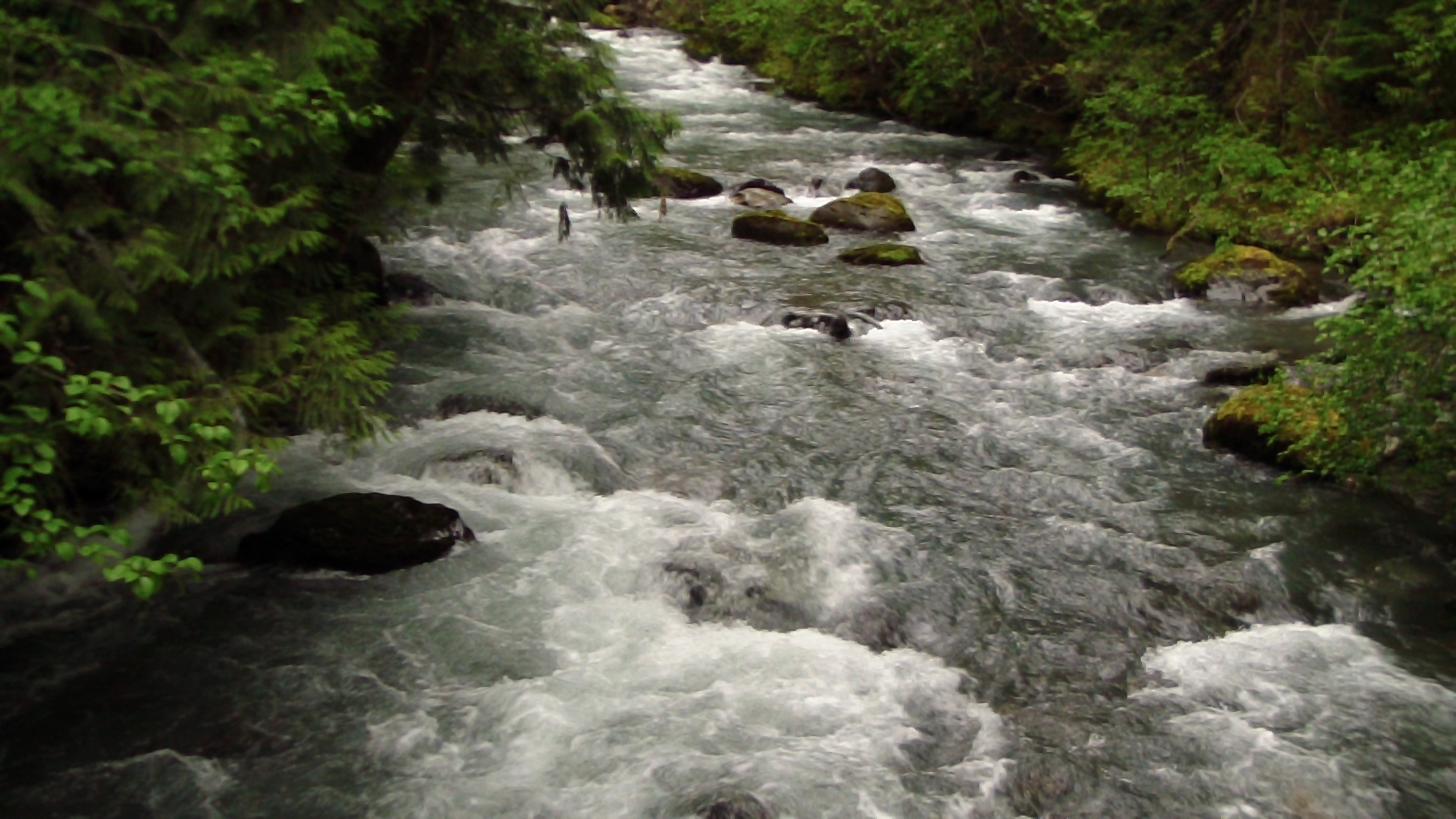
Elwha River